# Hvězda (Blíževedly)
Hvězda (německy Sterndorf) je malá vesnice, rekreační osada, část obce Blíževedly v okrese Česká Lípa. Nachází se asi tři kilometry východně od Blíževedel. Hvězda leží v katastrálním území Hvězda pod Vlhoštěm o rozloze 5,43 km², téměř na úpatí 614 metrů vysokého Vlhoště. Toto katastrální území je součástí evropsky významné lokality Roverské skály.

## Historie
Vesnici roku 1676 založil litoměřický biskup, Jaroslav Ignác Šternberk, podle něhož byla pojmenována německy Sterndorf. Český název Hvězda se začal používat v roce 1947.

## Přírodní poměry
Mezi Hvězdou a silnicí z Blíževedel do Skalky se nachází ložisko uranové rudy zvané Heřmánky, podle nedaleké vesnice, kde byl v roce 1961 výskyt uranu poprvé zaznamenán. Od sedmdesátých let do roku 1981 prováděla společnost Geologický průzkum uranového průmyslu průzkumné vrty do hloubek 180–700 metrů, které odhalily ložisko s plochou 1,3 km² a obsahem 0,062 % uranu. Při průměrné mocnosti tři metry činí zásoby uranu asi dvacet tisíc tun. Uranová ruda je v ložisku tvořena uraninitem, ningyoitem a silikátovými gely se zirkoniem a uranem. Ložisko se nikdy netěžilo.
Na katastru obce zhruba 500 metrů daleko je v sousedství čerpací stanice dole pod vsí přírodní památka, mokřad Pod Hvězdou. Další přírodní památkou u obce je Stříbrný vrch. Na katastru obcí Litice, Heřmánky a Hvězda je vyhlášena od roku 1998 přírodní rezervace Vlhošť. Přímo ve vesničce se nachází památná lipová alej (19 lip malolistých).

## Obyvatelstvo
Při sčítání lidu v roce 1921 zde žilo 170 obyvatel (z toho 69 mužů) německé národnosti a římskokatolického vyznání. Podle sčítání lidu z roku 1930 měla vesnice 187 obyvatel: tři Čechoslováky a 184 Němců. Kromě jednoho evangelíka se ostatní hlásili k římskokatolické církvi.
| Rok            | 1869 | 1880 | 1890 | 1900 | 1910 | 1921 | 1930 | 1950 | 1961 | 1970 | 1980 | 1991 | 2001 | 2011 | 2021 |
| -------------- | ---- | ---- | ---- | ---- | ---- | ---- | ---- | ---- | ---- | ---- | ---- | ---- | ---- | ---- | ---- |
| Počet obyvatel | 206  | 250  | 240  | 208  | 182  | 170  | 187  | 67   | 58   | 40   | 21   | 18   | 20   | 19   | 12   |
| Počet domů     | 38   | 47   | 48   | 44   | 44   | 37   | 36   | 26   | 26   | 12   | 10   | 21   | 23   | 24   | 27   |

## Pamětihodnosti

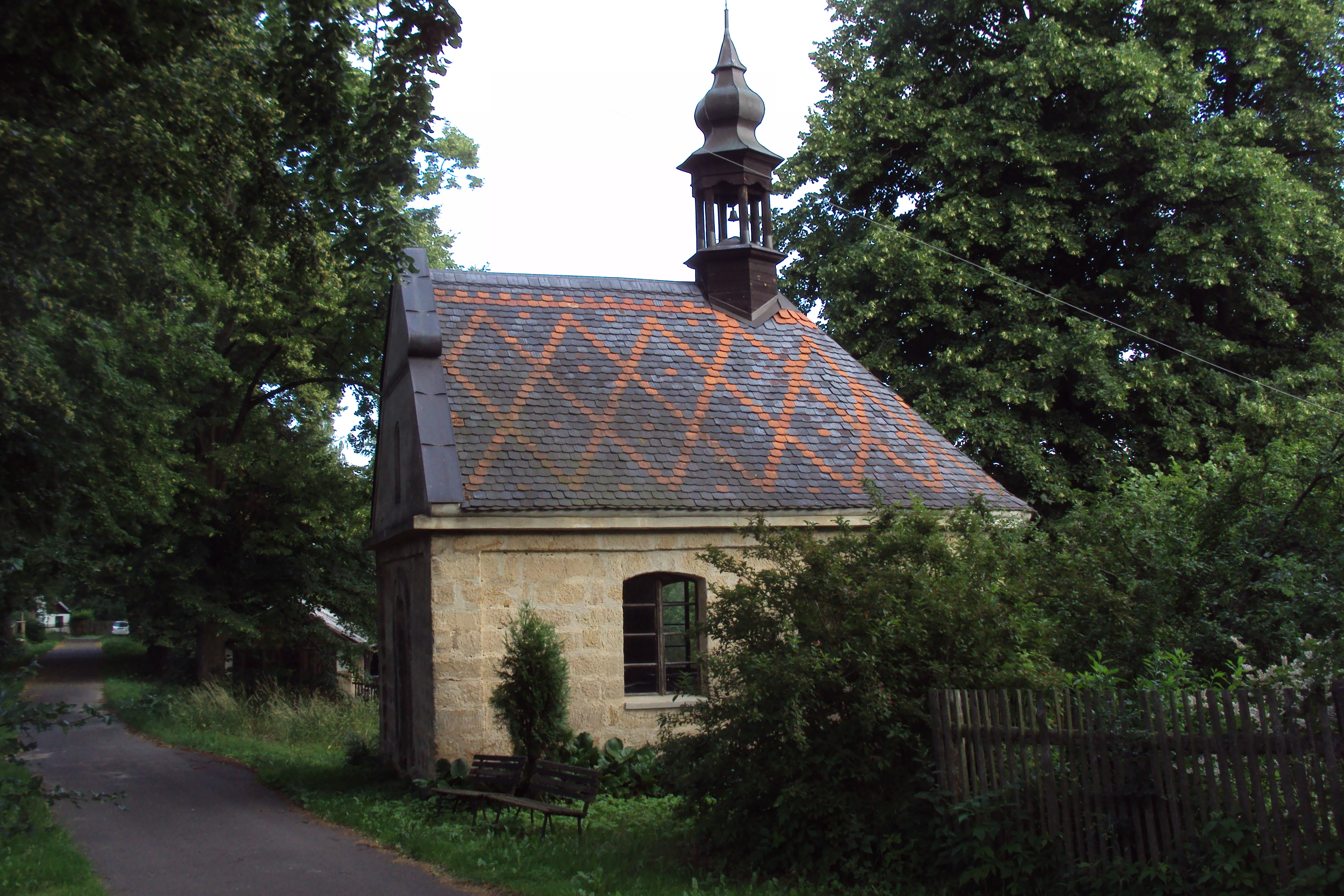
Kaplička ve Hvězdě

Ve vsi je celá řada stavení lidové architektury s arkádovými pavlačemi, hrázděnými stodolami. Poblíž, v údolí pod vsí v sousedství přírodní památky Pod Hvězdou, jsou nepatrné zbytky hrádku ze 13. století. Skály pod vsí jsou protkané množstvím i navzájem propojených opuštěných sklepů. Je zde, v aleji uprostřed vesničky kaple svatého Jakuba apoštola či Staršího z roku 1821.

## Doprava
Vesnička je na konci silnice z Litic, nemá žádné autobusové ani vlakové spojení a okolím. Přes ves vede zeleně značená turistická trasa ze Stranného, která odtud pokračuje k Vlhošti a dále k centrálním partiím chráněné krajinné oblasti Kokořínsko – Máchův kraj a prochází tudy též cyklotrasa č. 0059.